# Mosquée Beuyuk Bazar
La mosquée Beuyuk Bazar (en azéri : Böyük Bazar məscidi) est un édifice religieux musulman situé dans la ville de Lankaran, en Azerbaïdjan.

## Histoire
La mosquée Beuyuk Bazar, située au centre de la ville de Lankaran, a été construite au XIXe siècle.
La mosquée a été placée sous la protection de l'État en tant que monument architectural de l'histoire et de la culture d'importance locale n° 4805 par ordre du Cabinet des ministres de la République d'Azerbaïdjan du 2 août 2001.

## Description
Les murs de la mosquée sont construits en briques cuites rouges, le toit est recouvert de tuiles en céramique.
La mosquée se compose d'un bâtiment principal et auxiliaire et d'un minaret. Le minaret original de la mosquée a été détruit par le régime soviétique et, en 1995, un nouveau minaret de 36 mètres a été construit. La superficie de la mosquée est de 500 m² et 550 personnes peuvent prier dans la mosquée en même temps.